# Cappella Chigi

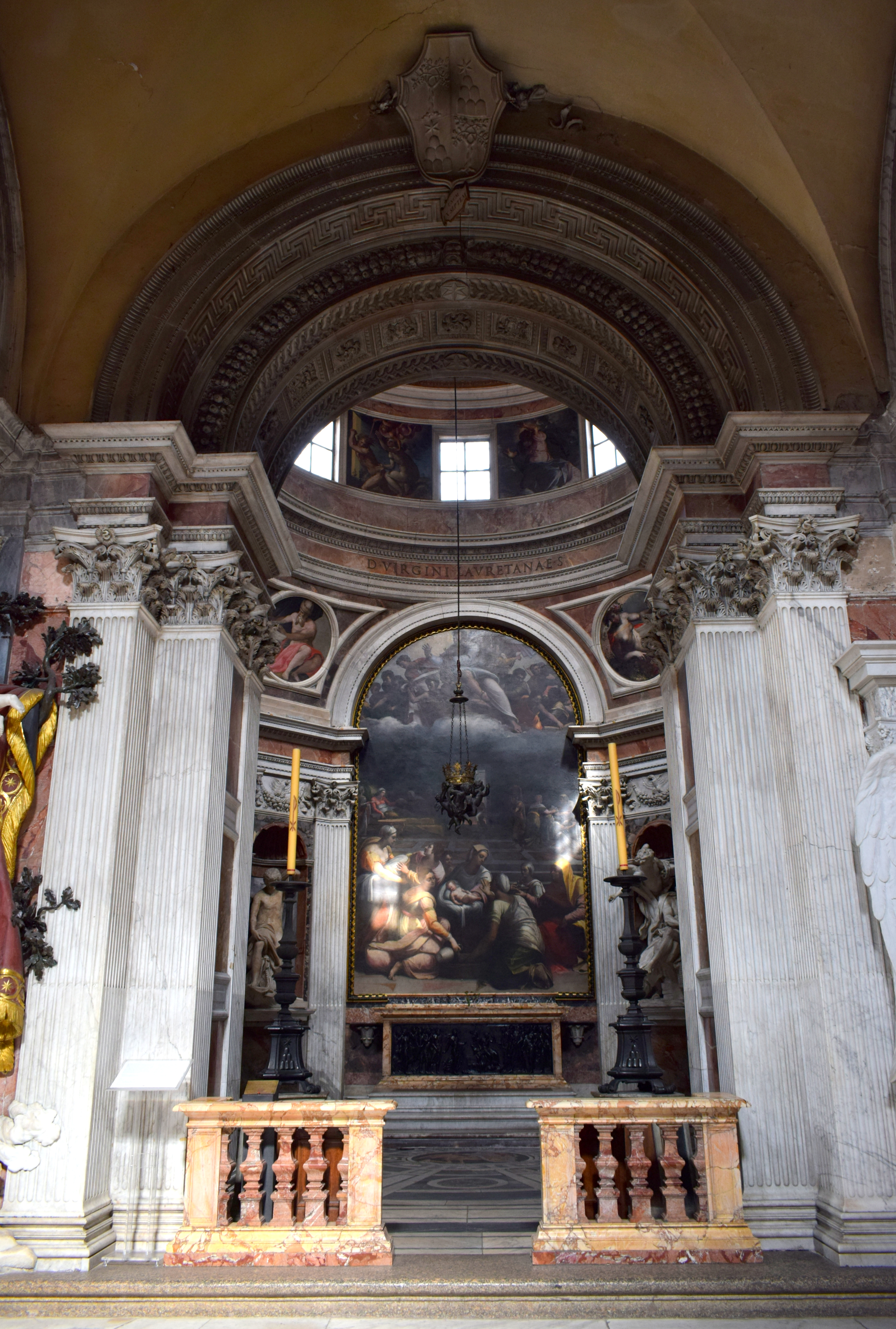
Cappella Chigi.

La cappella Chigi è la seconda cappella della navata sinistra nella basilica di Santa Maria del Popolo a Roma. Celebre scrigno di capolavori, vi lavorarono, tra gli altri, Raffaello e Gian Lorenzo Bernini.

## Storia
Agostino Chigi, banchiere papale di origine senese, commissionò a Raffaello Sanzio una nuova cappella per la sua famiglia, dopo che l'artista aveva già lavorato per lui nella Villa Farnesina. Il Sanzio disegnò l'architettura a pianta centrale e curò i cartoni per i mosaici della cupola. 
L'opera venne avviata nel 1513-1514 dal Lorenzetto e completata da Bernini solo nel 1652-1656, per l'allora cardinale Fabio Chigi, poi papa Alessandro VII.

## Descrizione e stile

### Architettura

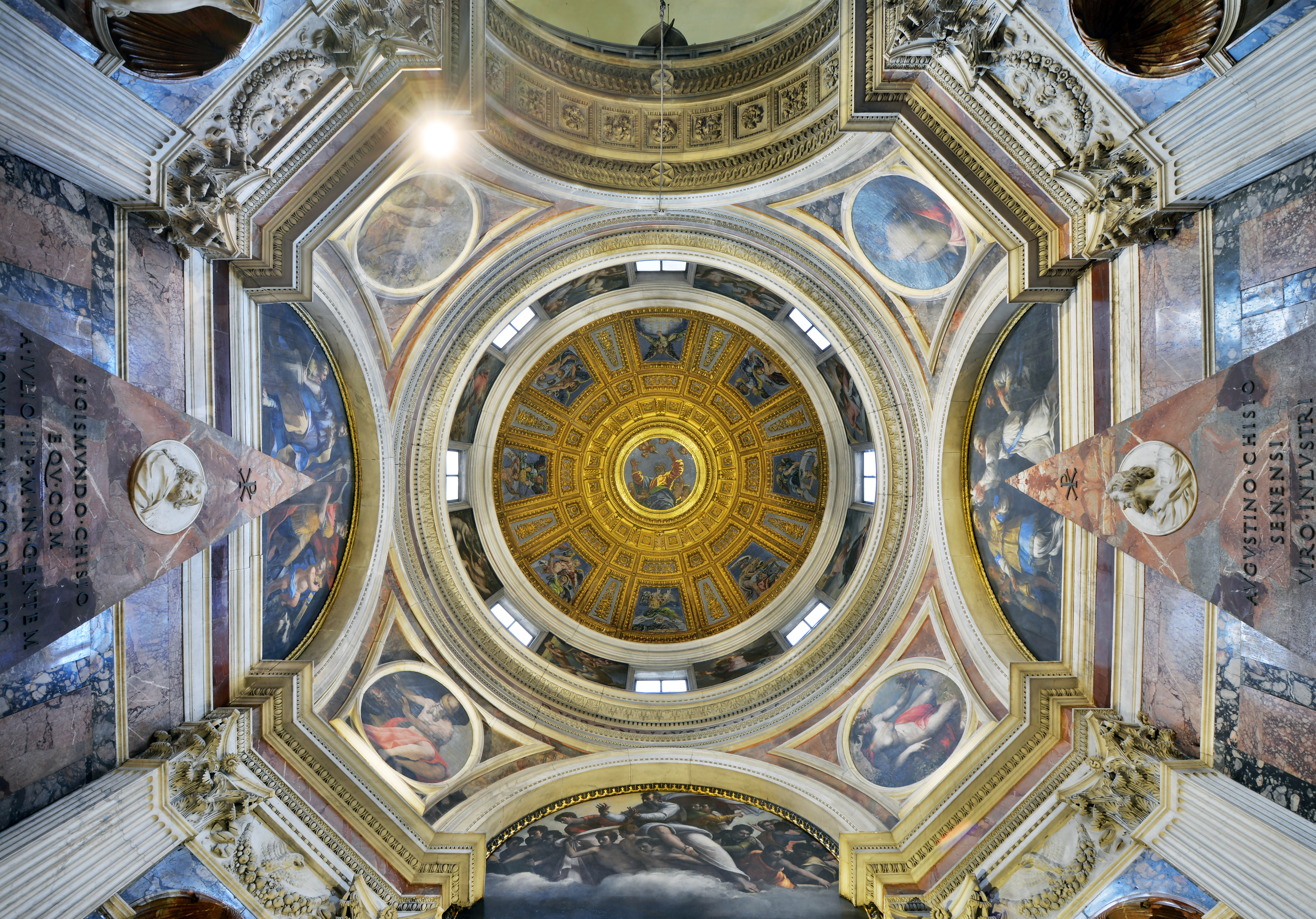
Veduta della copertura

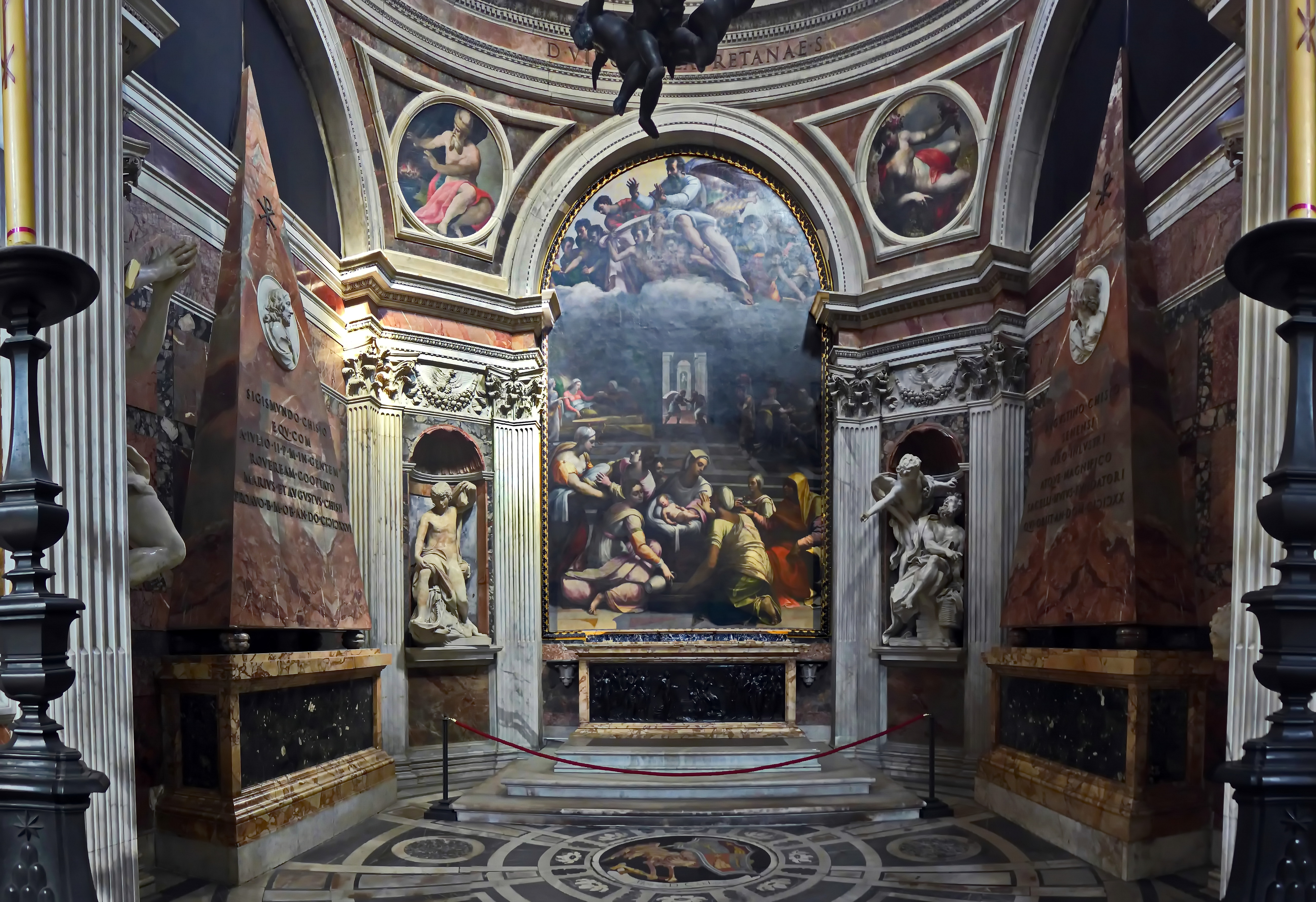
Veduta dell'interno.

Raffaello creò un piccolo complesso a pianta centrale composto da uno spazio cubico sormontato da un tamburo, abbastanza alto da far penetrare la luce tramite aperture, e poi da una cupola emisferica.
Alla cappella si accede attraverso un arco aperto alla navata laterale della Basilica di Santa Maria del Popolo; l'interno è uno spazio semplice, le cui tre pareti sono riempite da tre arcate cieche che completano, con quello dell'ingresso, lo schema quadrato. Le nicchie ai quattro angoli ospitano sculture, la parete di fondo l'altare sormontato da una pala, e le due laterali le tombe di Agostino Chigi e di altri membri della famiglia, caratterizzate dalla forma piramidale desunta forse da architetture funerarie classiche.
L'architettura rientrava pienamente nelle ricerche allora in corso a Roma, tanto che è stata vista nella cappella una riproposizione in piccolo della crociera a forma di ottagono irregolare sperimentata da Bramante nella basilica di San Pietro in Vaticano. Come in San Pietro, il diametro della cupola è maggiore dell'ampiezza degli archi di sostegno che configurano la pianta quadrata con angoli smussati e che quindi sostengono la cupola su pennacchi trapezoidali, che erano una delle caratteristiche dell'impianto bramantesco.
Tuttavia, una nuova concezione dello spazio sembra caratterizzare questo che è l'unico edificio religioso di Raffaello conservatosi nella sua forma originale. Al contrario degli edifici bramanteschi, nella cappella lo spettatore deve guardare da più punti di vista per cogliere tutto lo splendore, entrando nello spazio piuttosto che standovi davanti.

### Decorazione della cupola

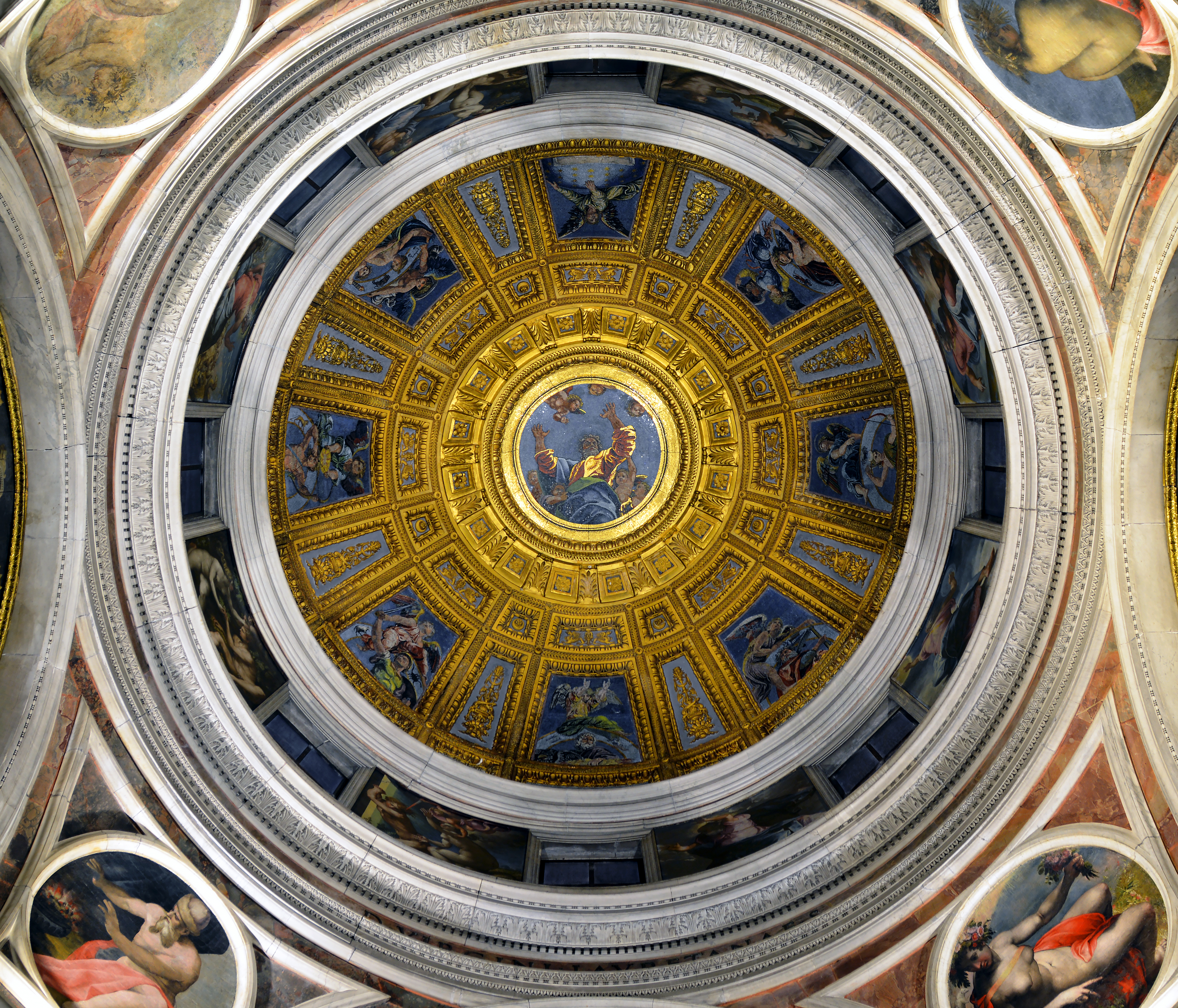
La cupola

La cupola interna è decorata da cassettoni dorati, con mosaici, eseguiti su disegno dello stesso Raffaello. Al centro Dio creatore del firmamento (scorciato efficacemente e in un gesto impetuoso, di memoria michelangiolesca, che sembra dare origine al moto dell'intero universo sottostante), con intorno immagini allegoriche del Sole, della Luna, dei cinque pianeti conosciuti e delle stelle fisse, raffigurati come divinità pagane a mezzo busto, ciascuno guidato da un angelo che, secondo un concetto dantesco ripreso dai neoplatonici, rappresenta il suo ordine motore, che ne limita la potenza dirigendone il corso. Tali mosaici vennero eseguiti dal veneziano Luigi de Pace nel 1516. I cartoni originari sono perduti, ma si conservano alcuni disegni preparatori (a Oxford e Lilla) che confermano l'originalità dell'opera, ottimizzata per una visione dal basso. 

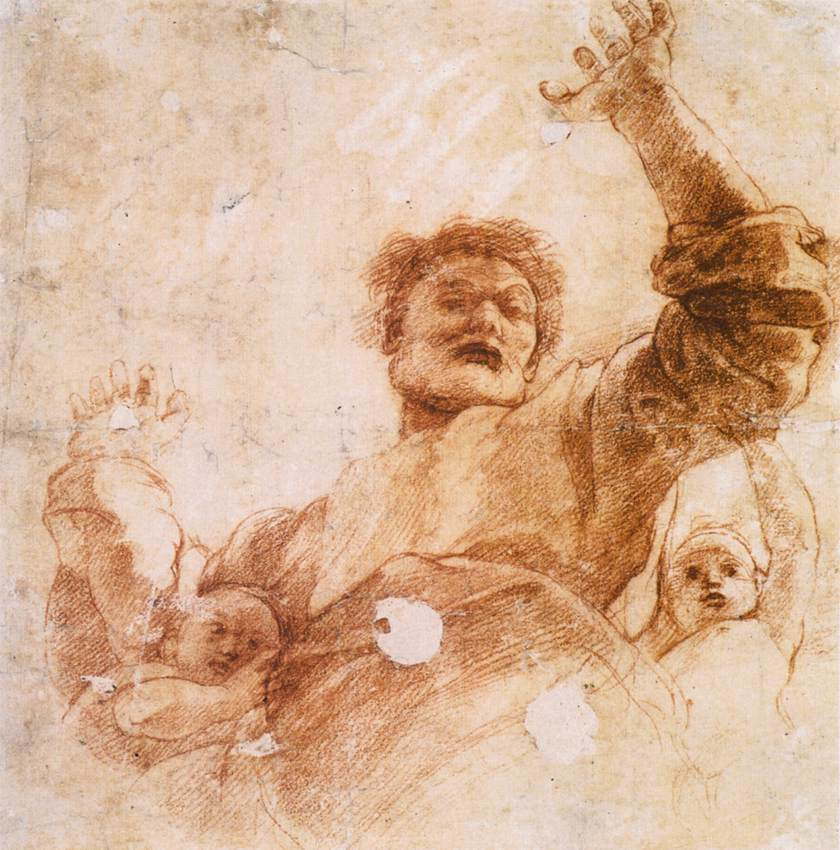
Raffaello, studio per la cupola della cappella Chigi, Ashmolean Museum
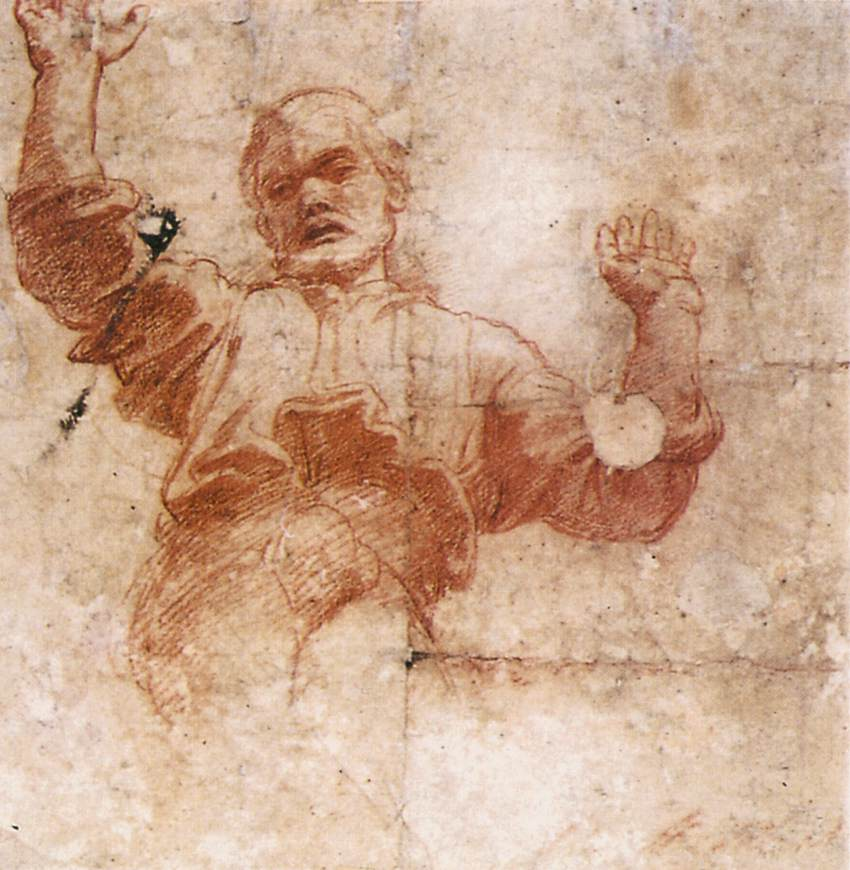
Raffaello, studio per la cupola della cappella Chigi, Ashmolean Museum

Tra le finestre si trovano affreschi di Francesco Salviati con Scene della Creazione e Peccato originale (1550 circa); lo stesso dipinse anche i tondi nei pennacchi con le Stagioni.

### Parte inferiore

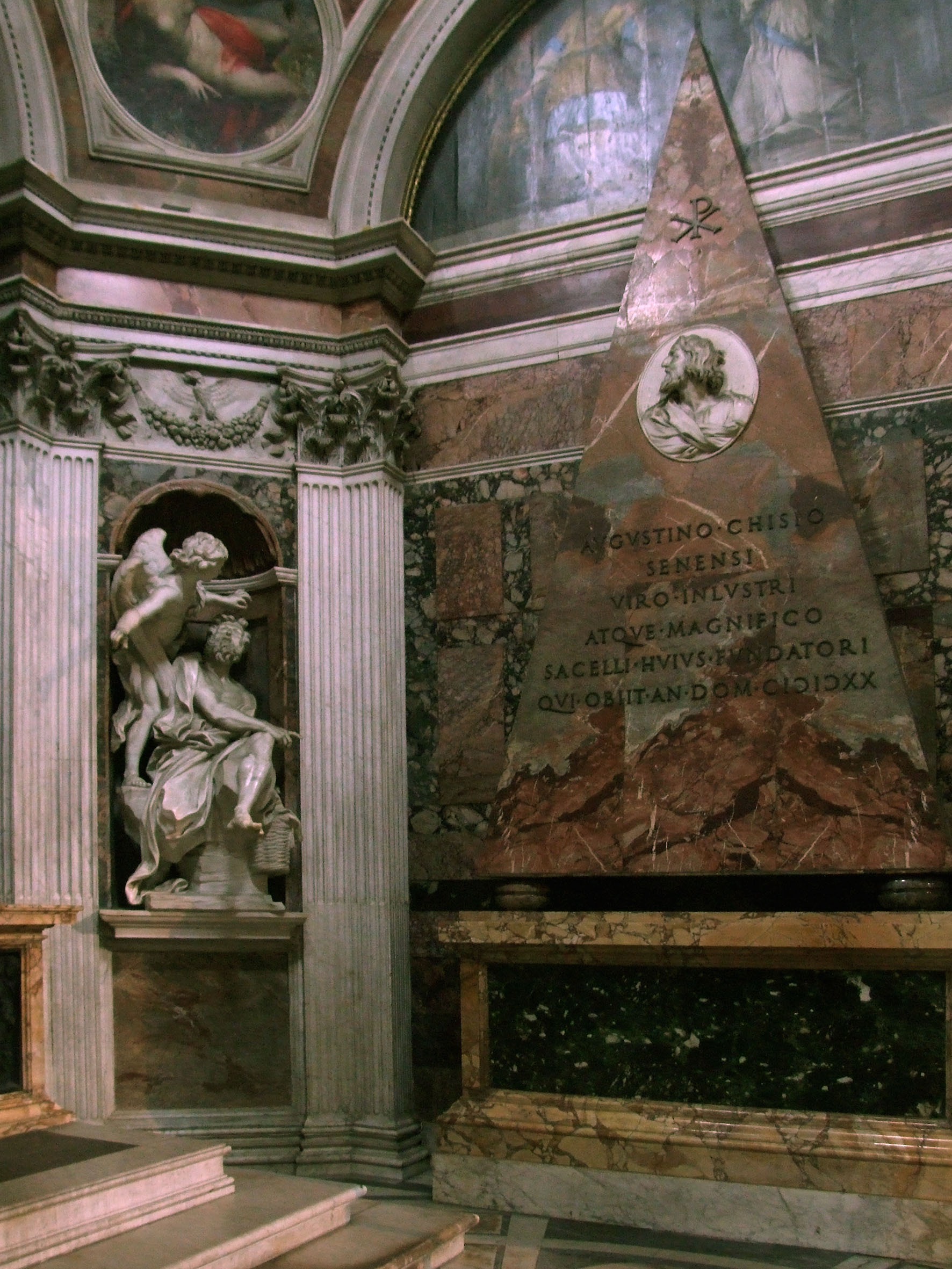
La tomba di Agostino Chigi e la statua di Bernini

L'altare mostra la Nascita della Vergine di Sebastiano del Piombo e Francesco Salviati, dipinta a olio su blocchi di peperino, con paliotto bronzeo a bassorilievo del Lorenzetto (Gesù e la Samaritana).
Tutto intorno si trovano le tombe dei Chigi alternate a nicchie con sculture. Le nicchie. in corrispondenza dei pilastri, presentano:
1. Abacuc e l'angelo di Bernini, 1656-1661, a sinistra dell'altare
2. Giona che esce dalla balena, del Lorenzetto su disegno di Raffaello, 1520, a destra dell'altare
3. Daniele e il leone, del Bernini, 1655-57
4. Elia, del Lorenzetto, terminata da Raffaello da Montelupo, 1540 circa

Alle pareti si trovano le tombe di Agostino Chigi e del fratello Sigismondo Chigi, a forma piramidale, simbolo di eternità. Furono disegnate da Raffaello, ma modificate dal Bernini nei medaglioni marmorei.
Nelle lunette si trovano pitture di Francesco Vanni.

### Pavimento

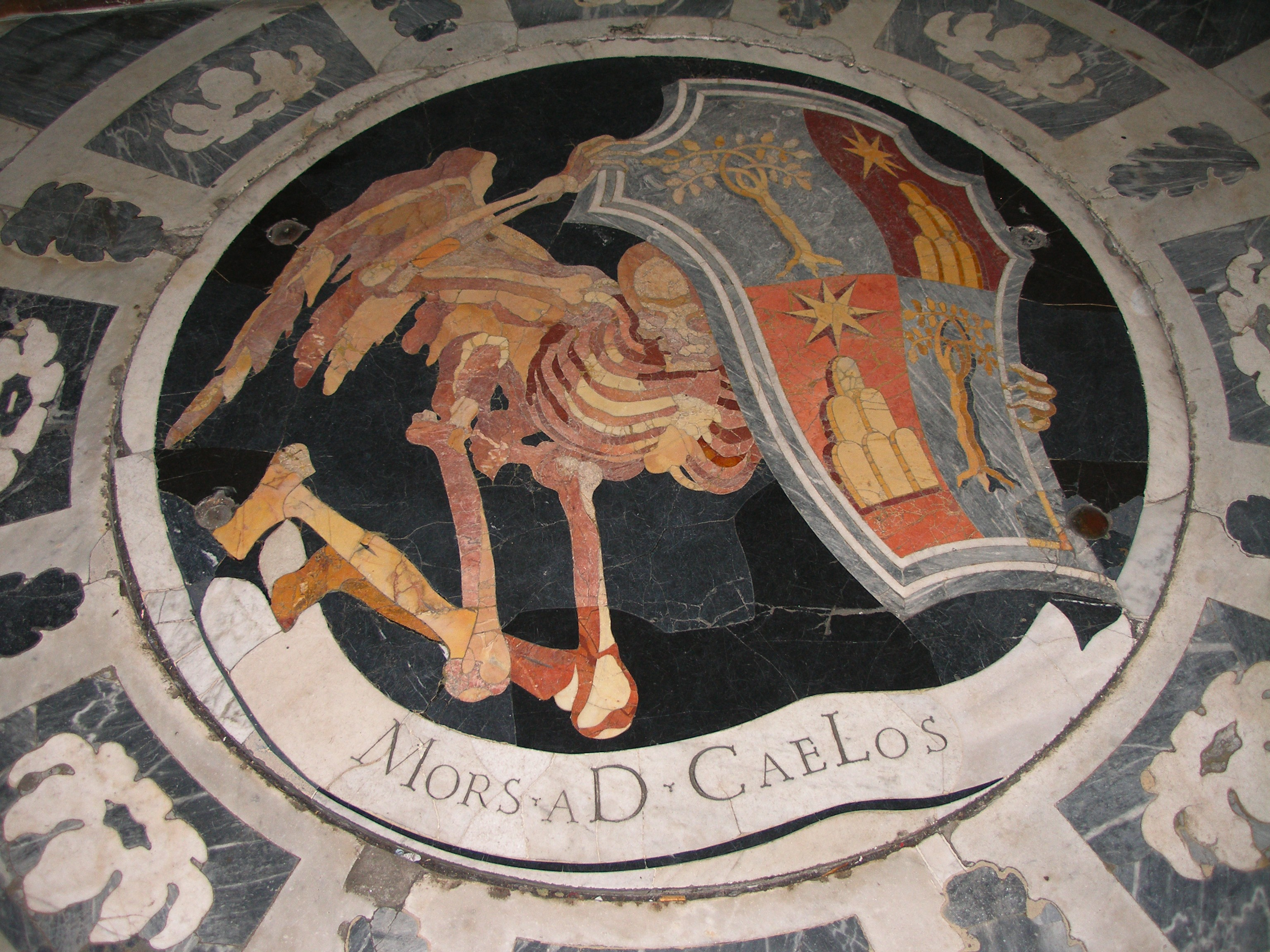
Morte alata

Il pavimento a mosaico ha al centro la tomba di Fabio Chigi con un mosaico che riporta la scritta Mors ad caelos da alcuni detto anche Morte alata, tarsia su disegno del Bernini. Le lettere maiuscole nella citazione riprendono inoltre la data di realizzazione in numeri romani: MDCL = 1650.

### Arredamento

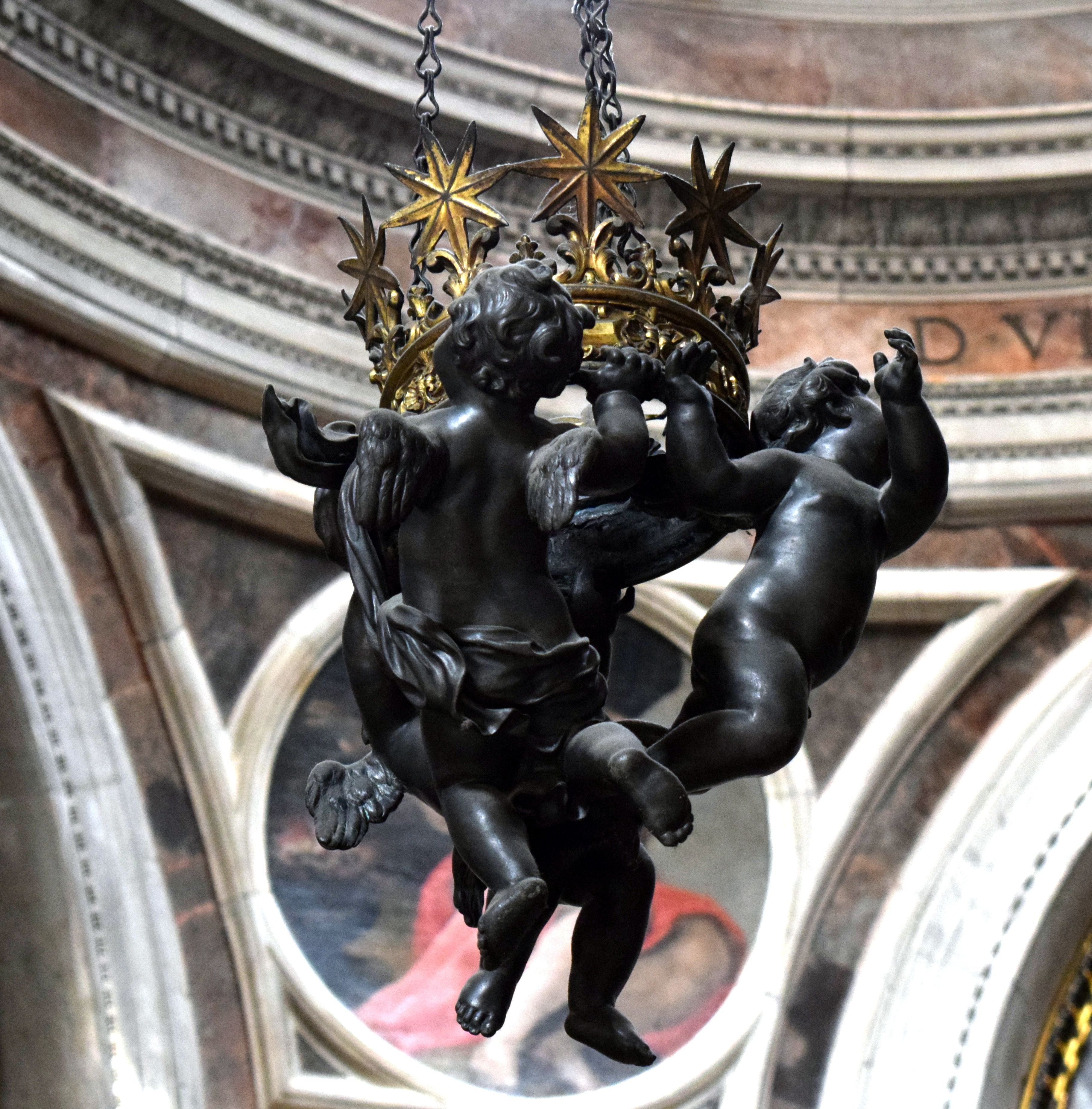
Lampada votiva in bronzo su modello di Verpoorten

Al momento non v'è praticamente alcun arredamento presente nella cappella, eccezion fatta per una pregiata lampada votiva in bronzo, formata da una corona dorata decorata con le otto stelle dei Chigi e supportata da tra cherubini volanti. Il modello è un riferimento simbolico alla corona della Vergine, patrona della cappella e della famiglia Chigi. La lampada fu progettata dallo stesso Bernini. Nel suo diario, il Papa confermò la paternità del grande scultore. Il 16 luglio 1657, infatti, il Papa scrisse: "Ieri abbiamo visto la lampada in bronzo fatta dal Bernini per la cappella del Popolo". La lampada fu modellata da Peter Verpoorten, assistente fiammingo del Bernini, fusa da Francuccio Francucci e dorata da Francesco Perone. Filippo Baldinucci riportò nella sua  Vita  che Bernini "soleva mettere tanto studio e applicazione nel disegnare una lampada a olio quanto nel disegnare un edificio nobilissimo". Una lampada simile fu realizzata per la Cappella Cybo, e un'altra copia fu realizzata nel 1885 per il Palazzo Chigi di Ariccia. Sono noti anche altri calchi della lampada.

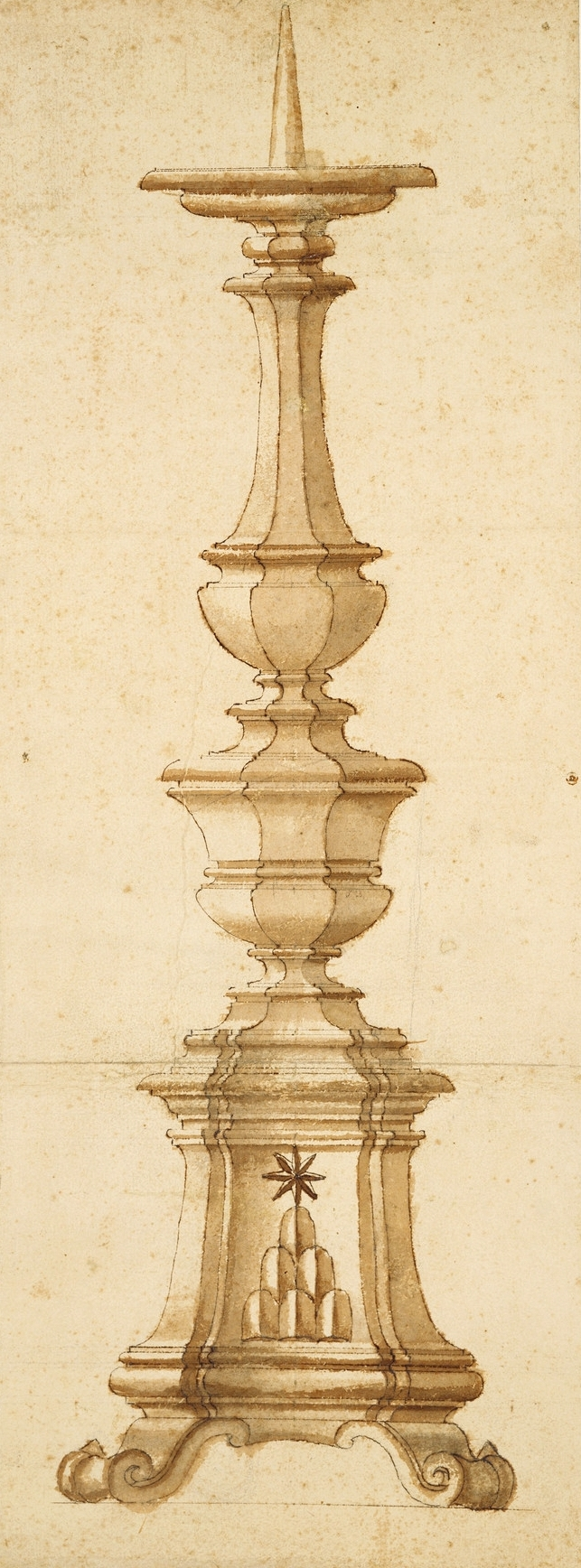
Disegno dei monumentali candeliere in bronzo

Due monumentali candelieri in bronzo alti 1,5 m con simboli associati ai Chigi stanno di guardia all'ingresso; questi venivano accesi durante la celebrazione della santa messa. I candelabri sono posti su zoccoli in legno verniciato. Un disegno di un seguace del Bernini nella Royal Collection, datato tra il 1655 e il 1665, mostra il progetto di un oggetto simile, anche se tale disegno potrebbe essere stato realizzato per i ceri dell'altare della Basilica di San Pietro. L'altare è affiancato da due fioriere a muro in marmo bianco decorato con fronde di palma.
In origine Fabio Chigi fornì altri mobili ecclesiastici per la restaurata cappella di famiglia. Sulla tavola dell'altare furono posti sei candelabri in bronzo dorato, la cui forma e numero rievocavano le sei montagne dello stemma dei Chigi. Erano varianti di quelli concepiti dal Bernini per l'altare di San Pietro. Venivano affiancati da cartagloria in legno dorato e da un crocifisso-tabernacolo in bronzo, il cui petto era sostenuto da quattro serafini, con la porta decorata da un calice e un'ostia radiosa. Un insieme simile fu realizzato dal Bernini per la Chiesa di Santa Maria Assunta di Ariccia. Questi pezzi liturgici venivano ancora registrati come parte dell'inventario nel 1720.
Fabio Chigi concesse alla cappella otto reliquiari nel 1654 e nel 1656, contenenti le ossa di diversi santi. I due gruppi di piccole piramidi in cristallo sono conservati nel tesoro della basilica. La forma piramidale sembra essere un omaggio alle tombe piramidali nella cappella.

## Citazioni e omaggi
La cappella viene citata sia nel romanzo Angeli e demoni di Dan Brown, che nell'omonimo film, in ambedue i casi come punto di partenza del percorso segreto chiamato Cammino dell'Illuminazione. Il significato di Mors ad caelos collocato sull'ipogeo detto anche Buco del demonio fa riferimento alla terminologia scolastica citata da Iacopone da Todi e da sant'Agostino. Donna de gran valore per retornare a basso / non perde suo valore (cfr. Agostino, Scala paradisi, XI, 7) ed in particolare al Salmo 106, 26: Ascendunt usque ad caelos, et descendunt usque ad abyssos; anima eorum in malis tabescebat [Salivano fino al cielo, scendevano negli abissi].